# بينينو حزقيال
بينينو حزقيال هو صحفي فلبيني، ولد في 20 نوفمبر 1938.